# Брей, Йорг (Старший)
Йорг Брей Старший (нем. Jörg Breu der Ältere; между 1475 и 1480, Аугсбург — 1537), — немецкий художник эпохи Северного Возрождения дунайской школы: рисовальщик витражей, живописец, иллюминатор манускриптов и гравёр по дереву. Его сын — Йорг Брей Младший после смерти отца возглавил его мастерскую.

## Жизнь и творчество
Йорг Брей родился в Аугсбурге, Бавария, в семье ткача. После обучения у Ульриха Апта Старшего, в 1500—1502 годах путешествовал по Австрии. Создал алтарь аббатства Мельк (написан, вероятно, ранее в Аугсбурге и отослан по частям в Австрию в 1502 г.). В 1502 году художник вернулся в Аугсбург, получил звание мастера. Дважды путешествовал в Италию: около 1508 года, и в 1514—1515 годах.
В 1516 году Йорг Брей писал фрески в здании Старой ратуши в Аугсбурге (здание и фрески не сохранились). По поручению патрицианской семьи Хёхштеттер художник сделал рисунки для «стеклянных картин», которые впоследствии послужили исходной темой для большинства мотивов «Аугсбургских ежемесячных картинок» (Augsburger Monatsbilder). Это четыре картины на холсте большого формата, которые ныне хранятся в Немецком историческом музее в Берлине и, скорее всего, также происходят из его мастерской.
Среди заказчиков художника были император Максимилиан I, Вильгельм IV, герцог Баварский и Фуггеры, представители крупнейшего банкирского дома Германии.
Брей написал краткую хронику, которая является старейшей аугсбургской хроникой, написанной мастером и повествующей о жизни города в 1512—1537 годах. В тексте почти нет упоминаний о его профессиональной деятельности, зато исходя из этих дневниковых записей можно предположить, что он положительно относился к событиям периода Реформации. В 1531 году художник выполнил иллюстрации к изданию «Книги эмблем» (Emblematum Liber) выдающегося итальянского учёного-гуманиста Андреа Альчато.
Существует также предположение, что некоторые произведения анонимного Мастера M. S. выполнены Йоргом Бреем Старшим.

## Галерея
- Венчание Христа терновым венцом. Створка алтаря в Мельке. 1502. Дерево, темпера. Епархиальный музей, Мельк, Австрия
- Лето (Апрель, Май, Июнь). Из серии «Аугсбургских ежемесячных картинок» (Augsburger Monatsbilder). Холст, масло. Немецкий исторический музей, Берлин
- Зима (Октябрь, Ноябрь, Декабрь). Из серии «Аугсбургских ежемесячных картинок» (Augsburger Monatsbilder). Холст, масло. Немецкий исторический музей, Берлин
- Мадонна с Младенцем и щеглёнком. 1523. Дерево, масло. Музей истории искусств, Вена
- Аггсбахерский алтарь. Бегство в Египет. 1501. Дерево, масло. Германский Национальный музей, Нюрнберг
- Аггсбахерский алтарь. Распятие. 1501. Дерево, масло. Германский национальный музей, Нюрнберг
- Распятие (1524, Музей изобразительных искусств, Будапешт)
- Алтарь Святого  Бернарда. Сцены из жизни Бернарда из Клерво. 1500. Дерево, темпера, мало. Монастырская церковь, Цветль-ан-дер-Родль, Австрия